# Trybunał Inkwizycji (obraz Goi)
Trybunał Inkwizycji (hiszp. Auto de fe de la Inquisición lub Tribunal de la Inquisición) – obraz olejny hiszpańskiego malarza Francisca Goi przedstawiający scenę związaną z działalnością hiszpańskiej inkwizycji. Należy do kolekcji Królewskiej Akademii Sztuk Pięknych św. Ferdynanda w Madrycie.

## Okoliczności powstania
Obraz należy do serii czterech dzieł gabinetowych o niewielkich rozmiarach namalowanych na desce. W jej skład wchodzą także: Procesja biczowników, Dom wariatów i Walka byków w miasteczku. Zbliżony tematycznie i technicznie jest też obraz Pogrzeb sardynki, włączany do tej serii przez niektórych badaczy. Dzieła powstały jako tematycznie powiązany cykl „kaprysów i inwencji”, którego myślą przewodnią jest szaleństwo. Irracjonalizm we wszystkich jego przejawach był stałym tematem w sztuce Goi. Często pojawia się na rysunkach, w których artysta ironicznie ukazuje postaci uważające się za mądrzejsze lub bardziej cywilizowane od innych. Wcześniejsze przykłady malarskie to Dziedziniec szaleńców (1793–1794) i Szpital dla trędowatych (1806–1808). Obrazy tematycznie są bliskie czarnej legendzie Hiszpanii. Przedstawiają niektóre aspekty życia w Hiszpanii początków XIX wieku, które zwolennicy oświecenia i liberałowie próbowali zreformować. Zaciekła krytyka społeczeństwa wydaje się być objawem gniewu i smutku, odczuwanego po wojnie i przywróceniu absolutystycznej monarchii przez Ferdynanda VII. Pesymistyczna wizja jest też naznaczona osobistym kryzysem malarza związanym z chorobą i śmiercią jego żony Josefy Bayeu w 1812 roku.
Święte Oficjum działało w Hiszpanii od czasów średniowiecza. Chociaż zostało zniesione przez Napoleona i liberalne Kortezy z Kadyksu, przywrócił je król Ferdynand VII, który prześladując liberałów i sprzyjających Francuzom (tzw. afrancesados) mieszał motywy polityczne i religijne. W 1815 roku Goya został oskarżony przez Inkwizycję o autorstwo „obscenicznych dzieł” – portretów Maja ubrana i Maja naga i wezwany na przesłuchanie. Dzięki wstawiennictwu wpływowych przyjaciół został oczyszczony z zarzutów. Krytyka Inkwizycji oraz jej surowych i niesprawiedliwych wyroków stała się po części sprawą osobistą, chociaż Goya już wcześniej podejmował polemikę z Kościołem w swojej twórczości. Piętnował fanatyzm religijny, przesądy oraz działania Inkwizycji takie jak przesłuchania, tortury i egzekucje. Ten temat jest szczególnie obecny w serii rycin Kaprysy oraz rysunkach z Albumu C.
Obraz przedstawia auto-da-fé – akt wiary, deklarację przyjęcia lub odrzucenia religii katolickiej przez osobę oskarżoną o różnego rodzaju występki przeciwko tej religii. Deklaracja kończyła proces inkwizycyjny. W okresie powstania tego obrazu podobne procesy nie odbywały się już przy obecności publiczności, ale wciąż budziły grozę. Goya używa tej sceny jako narzędzia do oskarżenia Kościoła o barbarzyńskie praktyki i napiętnowania nadużyć władzy. Prawdopodobnie malarz oparł swoją interpretację na relacji z auto-da-fé przeprowadzonego w Logroño w 1610 roku, które satyrycznie opisał jego przyjaciel dramaturg Leandro Fernández de Moratín. Mógł też inspirować się auto-da-fé, które odbyło się w Madrycie 24 listopada 1778 roku w obecności ponad siedemdziesięciu osób, wśród których byli znajomi malarza generał Ricardos i książę Campomanes. Oskarżonym był Pablo de Olavide, który bosy i ubrany w pokutny strój został osądzony i skazany na osiem lat więzienia, zemdlał usłyszawszy wyrok. Inny akt wiary odbył się Madrycie 9 maja 1784 roku, skazano wtedy mężczyznę i dwie kobiety. Malarz mógł być naocznym świadkiem aktu wiary, który odbył się na rynku w Sewilli w 1795 roku.

## Datowanie
Brak dokładnych danych o okresie powstania tej serii obrazów, pierwsza udokumentowana wzmianka o nich pochodzi z testamentu kolekcjonera Manuela Garcíi de la Prady sporządzonego w 1836 roku. Ramy czasowe ustalone na podstawie stylu i tematyki dzieł obejmują okres wojny niepodległościowej toczonej w latach 1808–1814 i następujący po niej czas nasilonych represji ze strony króla Ferdynanda VII trwających do 1820–1821 roku. Był to okres oskarżeń o kolaborację, przesłuchań i czystek na królewskim dworze. Także ponura atmosfera tych prac sugeruje, że zostały namalowane po odzyskaniu tronu przez króla Ferdynanda VII w 1813 roku. Od listopada 1814 do kwietnia 1815 roku Goya żył w niepewności, czy zeznania jego przyjaciół wystarczą, aby oczyścić jego imię w królewskim procesie „puryfikacji”. Ostatecznie nie poniósł konsekwencji za pracę nadwornego malarza pod panowaniem Józefa Bonapartego i został oczyszczony z podejrzeń.

## Opis obrazu

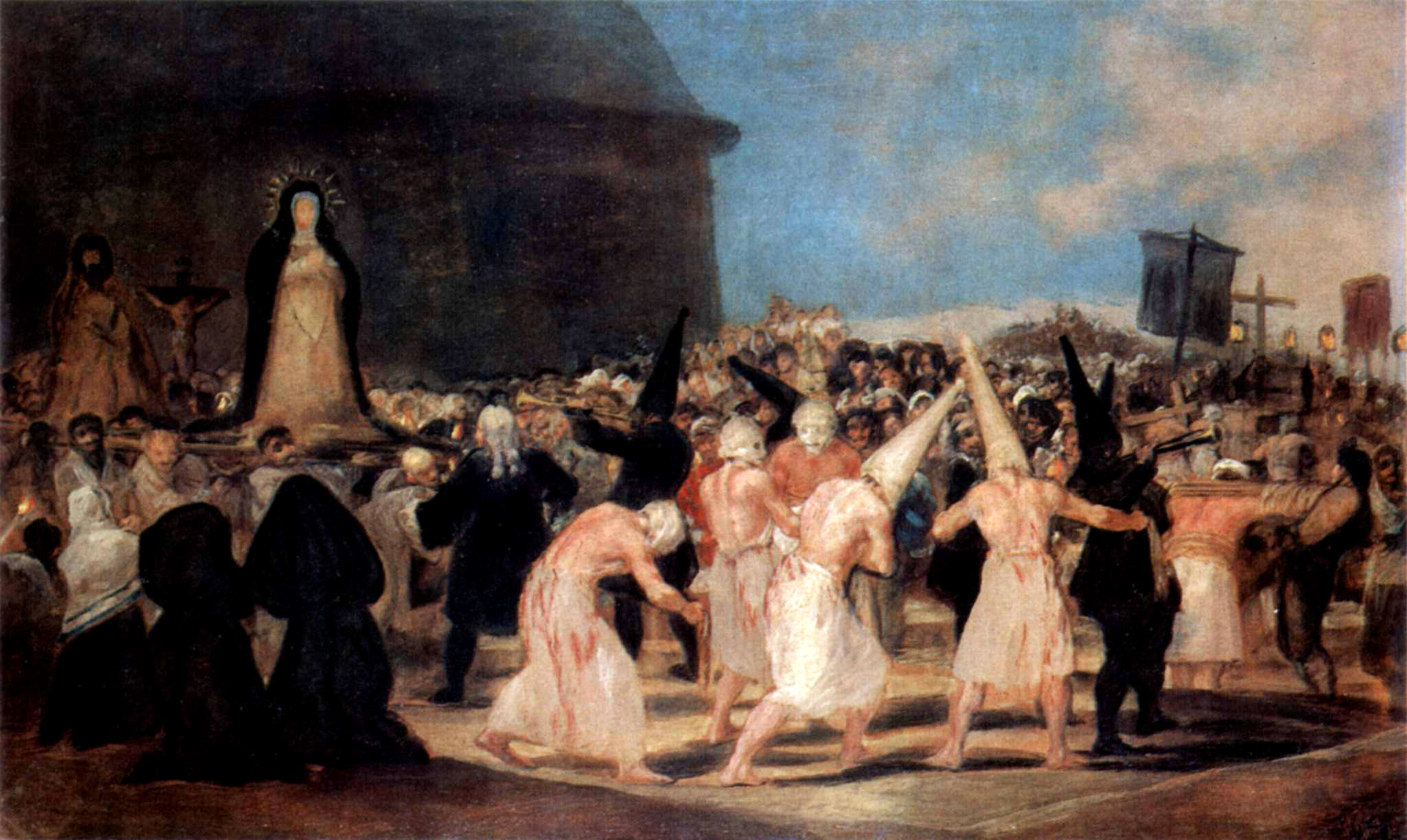
Procesja biczowników, obraz z tej samej serii

Akt odbywa się we wnętrzu o średniowiecznej architekturze, z kolumnami i ogromnymi łukami w ośli grzbiet typowymi dla budynków cywilnych. Auto-da-fé uważane było za rodzaj widowiska, dlatego wokół podium zebrała się publiczność tak liczna, że jeszcze w ciemności w głębi sali widać zarysy głów. Kompozycja jest bardzo uważnie skonstruowana, tak aby wzrok widza płynnie przechodził od grupy do grupy i od postaci do postaci, rozpoznając ich role w wydarzeniu. Aktowi przewodzi sprawujący władzę sądową corregidor, którego można poznać po oficjalnym stroju. Siedzi wygodnie po lewej stronie kierując uważne spojrzenie na siedzącego na podwyższeniu oskarżonego. Czapka potępionego jest skierowana w stronę duchownego stojącego na galerii, który odczytuje wyrok trzymając księgę oświetloną pochodnią. Jego sylwetka wyróżnia się na tle centralnego filaru. Na tej samej wysokości po lewej stronie stoją kobiety w mantylach. Bezpośrednio pod duchownym widać złowrogą postać wielkiego inkwizytora, ubranego w czarny strój z wielkim krzyżem na piersi. Ręką wykonuje nieprzejednany gest potępienia, który łączy go z postaciami trzech oskarżonych siedzących po prawej. Za podium zasiadają zakonnicy z różnych zakonów, wśród których po habitach można rozpoznać dominikanów, franciszkanów i kartuzów. Ich twarze wyrażają skrajne reakcje wobec rozgrywającego się przed nimi synergicznego spektaklu religijności, okrucieństwa, skruchy i strachu. Można zauważyć teologiczną refleksję, administracyjną obojętność czy ekstazę. Niektóre twarze przypominają maski, a inne czaszki. Oskarżeni są ubrani w pokutny strój sambenito, a na głowach noszą hańbiące, wysokie stożkowate czapki coroza ozdobione płomieniami symbolizującymi czekającą ich śmierć przez spalenie na stosie. Ich postawa wskazuje na bezradność i uległość, a ciała uginają się w strachu słuchając wyroku. Widoczna jest izolacja i samotność postaci siedzącej na podwyższeniu oraz uczucie niesprawiedliwości i ciemiężenia.

## Technika
Obrazy zostały namalowane na drewnianych deskach z twardego tropikalnego mahoniu pochodzącego z kolonii, być może z Kuby. Podobny nośnik został użyty do szkicu dzieła Święte Justa i Rufina z 1817 roku i Pogrzebu sardynki. Nie jest to wyrafinowany materiał, możliwe, że Goya wykorzystał deski ze skrzynek transportowych na cygara przywożone z kolonii. Dzięki radiografii obrazów wiadomo, że podstawa powstała z dwóch większych i dwóch mniejszych kawałków drewna połączonych w perfekcyjny sposób, aby uzyskać pożądane wymiary. Użycie takiego nośnika może także wskazywać na okres powojenny, kiedy brakowało materiałów do pracy malarskiej, a Goya miał zwyczaj ponownego wykorzystywania płócien i zamalowywania gotowych dzieł. Wszystkie obrazy zostały pokryte takim samym beżowopomarańczowym podkładem, który wyrównywał porowatą powierzchnię drewna. Zastosował szybkie, ekspresyjne pociągnięcia pędzlem z dużą ilością farby.

## Proweniencja
Właścicielem serii był zamożny bankier i kolekcjoner Manuel García de la Prada, przyjaciel Goi sportretowany przez malarza ok. 1805–1808 roku. Nie wiadomo jednak, kiedy i w jakich okolicznościach nabył obrazy. García de la Prada wyemigrował z Hiszpanii w 1812 roku i wrócił w 1821. Jeżeli obrazy powstały wcześniej, w okresie wojennym, mógł kupić je w Madrycie bezpośrednio od malarza. W innym razie nabył je po powrocie do kraju w okresie trzylecia liberalnego (1820–1823) lub tuż przed emigracją Goi do Francji w 1824 roku. Mógł też kupić je dopiero po śmierci Goi od jego syna Javiera. Inwentarz dzieł Goi sporządzony po jego śmierci w 1828 roku wymienia „cztery małe obrazy przedstawiające święta i zwyczaje” i prawdopodobnie odnosi się do tego cyklu. Przyjmując, że ta identyfikacja jest poprawna, seria nie została sprzedana za życia malarza; nie wiadomo czy postanowił zatrzymać ją dla siebie, czy też nie znalazł kupca. Obrazy z pewnością należały do kolekcji Garcíi de la Prady w 1836 roku, kiedy wymienił je w swoim testamencie, zapisując Akademii św. Ferdynanda, razem z Pogrzebem sardynki. Wszystkie obrazy zostały włączone do kolekcji akademii w grudniu 1839, po śmierci właściciela.
Obraz został wybrany do ilustrowanego zbioru najważniejszych dzieł Akademii św. Ferdynanda (Cuadros selectos de la Real Academia de Bellas Artes de San Fernando) wydanego w 1885. W tym celu malarz José María Galván wykonał rysunek i rycinę na podstawie obrazu.